# Chiến tranh Liban 2006
Chiến tranh Liban năm 2006 hay Chiến tranh Israel-Hezbollah năm 2006, Chiến tranh tháng 7 (tiếng Ả Rập: حرب تموز, Harb Tammuz) hay ở Israel thì gọi là Chiến tranh Liban lần 2 (tiếng Do Thái: מלחמת לבנון השנייה, Milhemet Levanon HaShniya), là cuộc xung đột quân sự kéo dài 34 ngày ở Liban và miền bắc Israel. Các bên tham chiến chủ yếu là lực lượng bán quân sự Hezbollah và quân đội Israel. Cuộc xung đột bắt đầu vào ngày 12 tháng 7 năm 2006, và tiếp tục cho đến khi thoả thuận ngừng bắn do Liên Hợp Quốc làm trung gian có hiệu lực vào buổi sáng ngày 14 tháng 8 năm 2006, chính thức kết thúc vào ngày 08 tháng 9 năm 2006 khi Israel dỡ bỏ việc phong tỏa hải phận Liban.
Cuộc xung đột bắt đầu khi các chiến binh Hezbollah bắn rocket vào các thị trấn biên giới Israel như một hành động trả đũa cuộc tấn công bằng tên lửa chống tăng trên hai chiếc Humvee bọc thép ở hàng rào biên giới. Các cuộc phục kích đã làm cho 3 binh binh sĩ thiệt mạng, còn hai binh sĩ khác được cho là đã bị Hezbollah bắt đưa qua Liban. Năm người nữa thiệt mạng trong một nỗ lực giải cứu không thành công. Hezbollah đòi Israel phóng thích các tù nhân Liban để đổi lấy các binh sĩ Israel bị bắt cóc. Israel từ chối và đáp trả bằng cuộc không kích quy mô lớn và bắn pháo vào các mục tiêu ở Liban. Isreal tấn công cả các mục tiêu quân sự của Hezbollah lẫn cơ sở hạ tầng dân sự của Liban, bao gồm cả Sân bay quốc tế Rafic Hariri Beirut (mà Israel nói rằng Hezbollah sử dụng để nhập khẩu vũ khí và vật tư), phong tỏa không phận và hải phận, và tiến hành một cuộc xâm lược vào miền Nam Liban. Hezbollah sau đó đã phóng nhiều rocket vào miền bắc Israel và đã đụng độ với Các lực lượng phòng vệ Israel trong các cuộc chiến du kích từ các vị trí cố thủ. Cuộc xung đột đã giết chết ít nhất 1.300 người, chủ yếu là công dân Liban, gây thiệt hại cho cơ sở hạ tầng dân sự và làm khoảng một triệu người Liban và 300.000-500.000 người Israel phải rời bỏ nhà cửa, mặc dù hầu hết những người Israel này đã có thể trở về nhà của họ. Sau khi ngừng bắn, một số khu vực của miền Nam Liban vẫn không thể ở được do bom bi của Israel chưa phát nổ.
Ngày 11 tháng 8 năm 2006, Hội đồng Bảo an Liên Hợp Quốc đã nhất trí thông qua Nghị quyết 1701 trong một nỗ lực chấm dứt thù địch. Nghị quyết này đã được chính phủ cả hai quốc gia Israel và Liban phê chuẩn vào ngày hôm sau, kêu gọi giải giáp Hezbollah, rút quân Israel khỏi Liban và bố trí lính Liban và Lực lượng lâm thời Liên Hợp Quốc tại Liban (UNIFIL) đông hơn ở phía nam. UNIFIL được trao ủy quyền lớn hơn, bao gồm khả năng sử dụng vũ lực để đảm bảo rằng khu vực hoạt động không được sử dụng cho các hoạt động thù địch. Quân đội Liban bắt đầu triển khai tới Nam Liban vào ngày 17 tháng 8 năm 2006. Sự phong toả của Israel được dỡ bỏ vào ngày 8 tháng 9 năm 2006. Ngày 1 tháng 10 năm 2006, phần lớn lực lượng Israel đã rút khỏi Liban nhưng nhóm cuối cùng vẫn tiếp tục chiếm đóng ngôi làng xuyên biên giới hai nước là Ghajar. Trong thời gian kể từ khi ban hành UNSCR 1701, cả Chính phủ Liban lẫn Chính phủ Israel đều tuyên bố rằng họ sẽ không giải giáp Hezbollah. Sau đó, hai binh sĩ bị giam giữ đã được trao trả cho Israel vào ngày 16 tháng 7 năm 2008 trong một đợt trao đổi tù binh giữa Israel và Hezbollah.